# Vuurtoren van Strijensas
De vuurtoren van Strijensas is een lichtopstand aan het Hollandsch Diep, bij het dorpje Strijensas, in de Nederlandse gemeente Hoeksche Waard. Het torentje is ontworpen door Adrianus Cornelis van Loo en in 1883 gebouwd door de firma Penn & Bauduin uit Dordrecht.
Het stenen gebouwtje onder de toren deed dienst als opslagplaats voor de brandstof waarop het licht brandde. In de Tweede Wereldoorlog is de toren flink beschadigd geraakt. De plaatselijke smid B.M. Verhoef heeft de toren na de oorlog hersteld.
Het licht op de toren is op nieuwjaarsdag van 1996 gedoofd. Daarna heeft de toenmalige gemeente Strijen zich erover ontfermt. In 2005 is de toren gerestaureerd en is er een wandelpad naartoe aangelegd.